# HK Astana
Le HK Almaty (en kazakh : «Астана» хоккей клубы) est un club de hockey sur glace basé à Noursoultan au Kazakhstan. Il évolue dans le Championnat du Kazakhstan de hockey sur glace.

## Historique
Le club est créé en 2011. Le meilleur résultat est une 5e place lors de la saison 2011-2012.

## Palmarès
- Aucun trophée.